# Samson Schmitt
Samson Schmitt  (Creutzwald, 20 september 1979) is een Franse gitarist in de gipsyjazz.

## Biografie
Schmitt is een zoon van jazzviolist Dorado Schmitt, zijn vader leerde hem gitaar spelen. Op zijn twaalfde trad hij op tijdens het jazzfestival van München, met andere jonge Roma-musici. Met zijn vader, Jay Leonhart en Grady Tate speelde hij in 2002 op het Django Reinhardt NY Festival in Birdland. Datzelfde jaar nam hij zijn debuutalbum Djieske op, hierop speelden o.m. zijn pa, Popots Winterstein en Hono Winterstein mee. In de jaren erna werkte hij o.a. met Florin Niculescu (Django Tunes, 2009) en Mayo Hubert (Caravan de Santino, 2011), verder was hij lid van de groep Les Enfants de Django rond Yorgui Loeffler en Mike Reinhardt (Live in Paris au Méridien Étoile, 2008). Met de Django Festival Allstars speelde hij in 2012 in Parijs, in Birdland. In de jazz was hij tussen 2002 en 2015 betrokken bij twaalf opnamesessies.
In een speelfilm over Django Reinhardt van Etienne Comar speelt hij een vriend van de beroemde gitarist.

## Discografie (selectie)
- Moreno Orkestra et Samson Schmitt présentent Liouba (2011, met  Liouba Kortchinskaia, Nikak Ivanovitch, Jérôme Etcheberry, Claudius Dupont, François Ricarol)
- Crazy ᔓound (Frémeaux & Associés 2014)
- Dorado Schmitt, Samson Schmitt, Ludovic Beier, Pierre Blanchard, Francko Mehrstein, Amati Schmitt, Bronson Schmitt, Doudou Cuillerier, Xavier Nikq, Special Guest: Anat Cohen Django Festival Allstars Live at Birdland (Frémeaux & Associés 2015)